# ایوب بوداغی
ایوب بوداغی دونده ایرانی اهل شهر تبریز می‌باشد که در المپیک ۱۹۷۶ مونترال شرکت کرده بود. وی در دوی صد متر و دویست متر در مسابقات المپیک شرکت کرده و به ترتیب شصت و دوم و سی و نهم شده بود.